# Buste Simon Carmiggelt
De Buste Simon Carmiggelt is een kunstwerk in Amsterdam-Centrum.
In november 1987 overleed schrijver Simon Carmiggelt, een bekende Amsterdamse persoonlijkheid. Al snel kwam er het idee om als hommage een beeld in de stad te laten neerzetten. Vrienden, kennissen van de schrijver en publiek onder aanvoering van acteur Ton van Duinhoven zamelden geld in. Van Duinhoven schakelde de met hem bevriende kunstenaar Kees Verkade in. Deze kwam voor 80.000 gulden met twee ontwerpen waarvan een bronzen buste op een granieten sokkel de voorkeur kreeg onder de donateurs. Onder de donateurs bevond zich onder andere de omroep VARA, die sommige verhalen liet verfilmen, maar Carmiggelt las in de late uurtjes zijn verhalen ook wel voor op televisie. Een andere donateur was Het Parool, de krant die dagelijks zijn Kronkels afdrukte.
Op de sokkel is een plaquette geplaatst met behalve de vervlochten intialen 'SC' een citaat van de schrijver uit diens gedicht De schrijver, een ode aan het schrijverschap:
Als ik u raden mag: wordt schrijver
S. Carmiggelt
1913-1987
Het lettertype is afkomstig van graficus Helmut Salden. Die sokkel is hol van binnen. Ze bevat in een zinken kistje de 4000 overschrijvingskaarten die na de oproep van Van Duinhoven binnenkwamen.
Voor de daadwerkelijke plaatsing moest het gemeentelijk apparaat van Amsterdam in werking worden gezet en dan nog in een versnelde procedure. Het beeld kon al binnen een jaar geplaatst worden, terwijl de normale procedure (destijds) twee jaar in beslag nam. Ook de vrouw van Simon Carmiggelt zag in eerste instantie een beeld van haar overleden man niet zitten; ze zou elke dag met dat beeld geconfronteerd worden, ze woonde in de buurt. Later gaf ze haar verzet op. Het beeld werd in haar aanwezigheid op 25 oktober 1988 door burgemeester Ed van Thijn onthuld in het Eerste Weteringplantsoen. Het beeld staat aan het Kronkelpad, een pad vernoemd naar Carmiggelts dagelijkse verhaaltjes “Kronkel”. De buste kreeg in de 21e eeuw gezelschap van een roestvast stalen zitbankje op veren. 

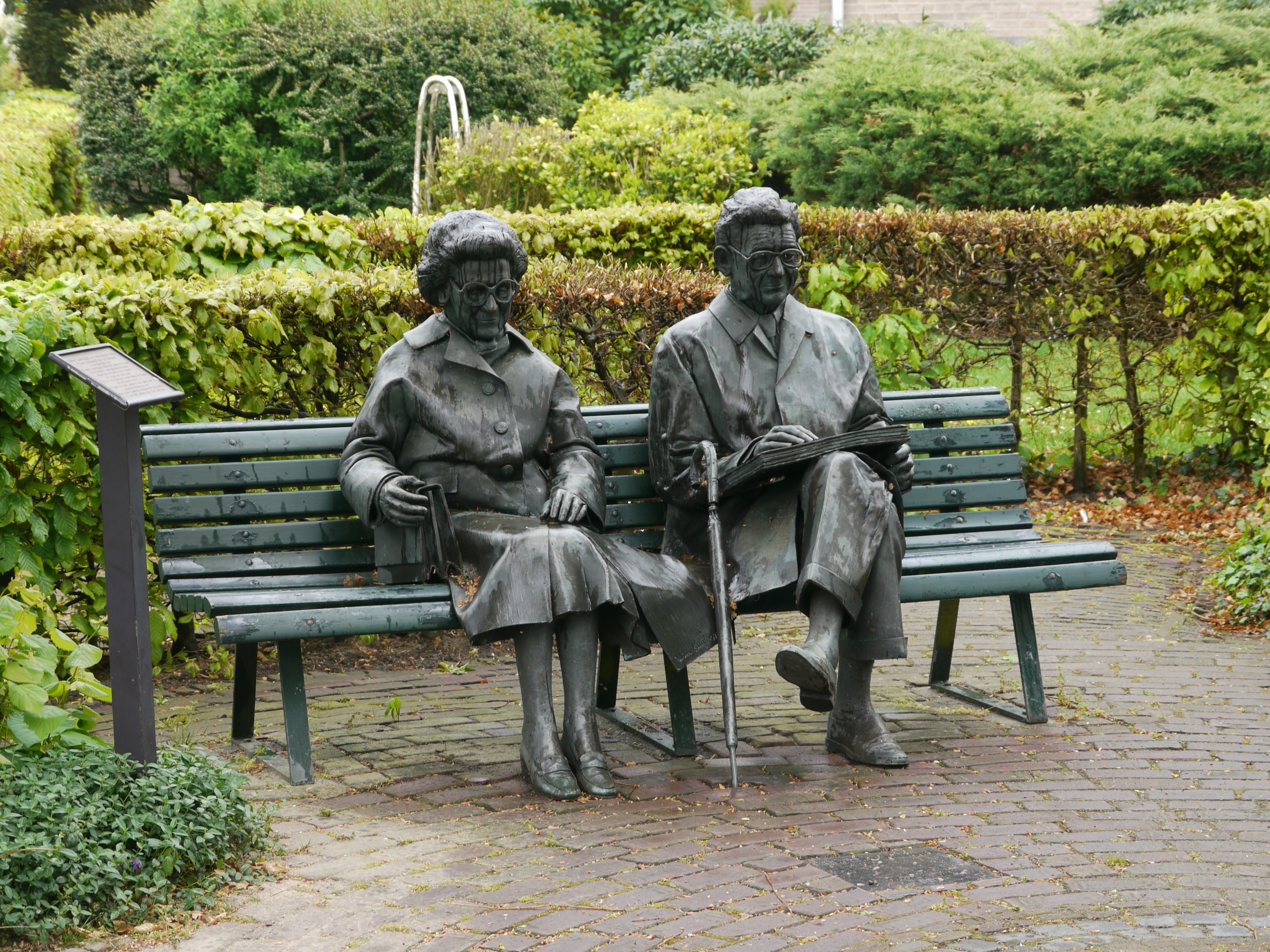
Het echtpaar Carmiggelt zit sinds 1990 op een bankje in De Steeg

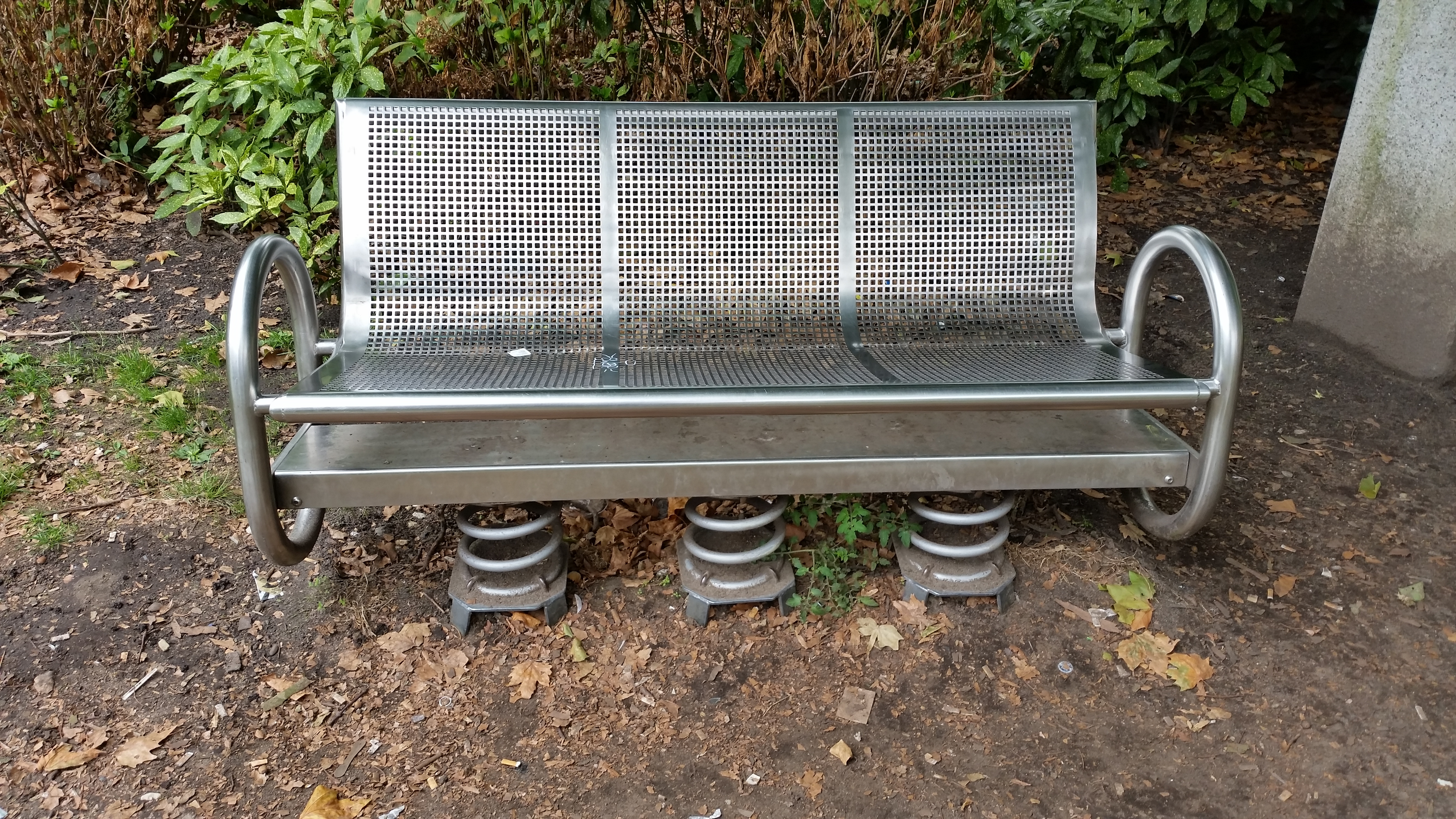
Bank bij de buste (2018)